# Питак Андрій Андрійович
Андрі́й Андрі́йович Питак (15 жовтня 1981, м. Тернопіль — 1 березня 2016, між селищами Мирна Долина та Тошківка Попаснянського району Луганської області) — український військовик, навідник 1-го взводу 2-ї аеромобільно-десантної роти 1-го аемб 80-ї окремої десантно-штурмової бригади (Львів).

## Життєпис
Андрій Андрійович Питак народився 15 жовтня 1981 року в м. Тернополі. Закінчив Тернопільську українську гімназію ім. I. Франка.
Працював в управлінні соціальної політики Тернопільської міської ради на посаді головного спеціаліста відділу з питань постраждалих внаслідок аварії на ЧАЕС.
Призваний за мобілізацією, перебував на військовій службі вже рік, готувався до демобілізації.
1 березня 2016 року військовослужбовці вирушили в район проведення навчальних стрільб, що мали відбутися між селищами Мирна Долина та Тошківка (Попаснянський район Луганська область). Об 11:40, пересуваючись ґрунтовою дорогою уздовж лісосмуги в напрямку смт Тошківка, під час спроби розвернутися, легкоброньований автофургон «Hummer» наїхав на протитанкову міну ТМ-64. Внаслідок підриву загинули водій і двоє військовиків, які сиділи позаду, солдати Артем Воронюк та Олександр Дуленко, ще двоє дістали поранення.
Поховали Андрія Питака 28 березня 2016 року на Микулинецькому цвинтарі Тернополя.

## Нагороди та відзнаки
- 23 серпня 2018 року указом Президента України № 239/2018, за особисту мужність і самовіддані дії, виявлені у захисті державного суверенітету та територіальної цілісності України, нагороджений орденом «За мужність» III ступеня (посмертно)[3].
- почесний громадянин Тернопільської області (26 серпня 2022, посмертно)[4];
- 19 серпня 2016 року Тернопільська міська рада присвоїла звання «Почесний громадянин міста Тернополя» (посмертно)[5].

## Вшанування пам'яті
- 14 жовтня 2016 року в Тернополі на фасаді будинку на вул. Михайла Вербицького, 4, де проживав Андрій Питак, встановили меморіальну дошку.[6][7]